# Велухи
Велу́хи (греч. Βελούχι) или Тимфристо́с, Тимфрест (Τυμφρηστός) — гора в Греции. Расположена в 12 километрах к северо-востоку от Карпенисиона, административного центра периферийной единицы Эвритании в периферии Центральной Греции. Высота — 2315 метров над уровнем моря. Является частью одноимённого горного массива горной системы Пинд. Состоит из известняков, кристаллических сланцев и песчаника. Покрыта густыми и большими лесами из каштанов, пихт и дубов, поэтому считается одной из самых красивых гор в Греции. Из горы Маврильотико (Μαυριλιώτικο), которая является её самой низкой вершиной, берёт начало река Сперхиос.
В деревне Велухи, что в 11 километрах к северо-востоку от Карпенисиона, расположен крупный горнолыжный центр Греции — «Велухи» (Χιονοδρομικό κέντρο Βελουχίου). Сезон длится с середины декабря по конец марта.